# Визер, Сандро
Сандро Визер (нем. Sandro Wieser; 3 февраля 1993) — лихтенштейнский футболист, полузащитник швейцарского клуба «Тугген» и сборной Лихтенштейна.

## Клубная карьера
Сандро Визер занимался в молодёжных клубах родного Лихтенштейна, а в 2006 году попал в молодёжную команду швейцарского «Базеля». Вместе с командой выиграл Суперлигу сезона 2010/11.
Зимой 2012 года Визер перешёл в «Хоффенхайм» за один миллион евро. Дебютировал за команду в матче против мюнхенской «Баварии» 10 марта. Остаток сезона провёл в дубле.

## Карьера в сборной
Визер прошёл через молодёжные команды Лихтенштейна до 17 и до 21 года. А 11-го августа 2010 года дебютировал в старшей сборной Лихтенштейна в товарищеском матче против исландцев (встреча завершилась со счетом 1:1).